# Кильна (приток Липовки)
Кильна — река в России, протекает по Сергиевскому и Челно-Вершинскому районам Самарской области. Устье реки находится в 49 км по правому берегу реки Липовка. Длина реки составляет 14 км.

## Данные водного реестра
По данным государственного водного реестра России относится к Нижневолжскому бассейновому округу, водохозяйственный участок реки — Сок от истока и до устья. Речной бассейн реки — Волга от верховий Куйбышевского вдхр. до впадения в Каспий.
Код объекта в государственном водном реестре — 11010000612112100006041.